# Rhyssemus lamyensis
Rhyssemus lamyensis är en skalbaggsart som beskrevs av Rudolph Petrovitz 1963. Rhyssemus lamyensis ingår i släktet Rhyssemus och familjen Aphodiidae. Inga underarter finns listade i Catalogue of Life.